# The Nightmare
The Nightmare (engl. für ‚Der Alptraum‘) ist ein US-amerikanischer Dokumentarfilm aus dem Jahr 2015 von Rodney Ascher. Der Film hatte am 26. Januar 2015 auf dem Sundance Film Festival Premiere und behandelt das Thema der Schlafparalyse. Ascher wollte diesen Film drehen, da er selbst die Schlafparalyse erlebt hatte. Das Filmteam begann die Arbeit damit, spätere Akteure für das Drehen über „Online-Gruppen, YouTube Videos und ein halbes Dutzend an Büchern, welche über das Thema bereits geschrieben wurden“ zu suchen. Nachdem das Ziel und Thema des Dokumentarfilms immer bekannter wurden, kamen Betroffene aber von selbst auf das Filmteam zu.

## Zusammenfassung
Der Dokumentarfilm dreht sich um acht Leute, die von Schlafparalyse-Episoden betroffen sind. Dies ist ein Phänomen, bei dem Leute sich für einen bestimmten Zeitraum nicht bewegen können, nicht sprechen oder auch nicht reagieren, während sie in einem halbwachen Zustand zwischen Einschlafen oder Erwachen sind.
Manchmal wird die Lähmung (Paralyse) durch physische Wahrnehmungsstörungen oder Halluzinationen begleitet, welche die Betroffenen in Schock versetzen können. In dem Film interviewt Ascher jeden Betroffenen und versucht danach die jeweilige Erfahrung durch professionelle Schauspieler nachzustellen.

## Kritik
Die Kritiken für den Film waren überwiegend positiv. Der Film hat, basierend auf 61 Bewertungen, eine Bewertung von 67 % auf der Filmkritikenplattform Rotten Tomatoes. Der Film wurde von Medien wie Indiewire, Screen Daily und Variety gelobt. Justin Chang schrieb in Variety, dass „die Mischung aus Interviews, surrealen Schlafszenen Nachahmungen und aufrüttelnden Schockszenen“ nicht auf demselben Niveau sei wie in Room 237, der Film aber mit seinem Vorgänger die „Liebe für exzentrisches Erzählen und ein Verlangen danach, eindringliche cinematische Formen in ihrer dunkelsten Form zu geben“ teile. Shock Till You Drop bemerkte, dass ein Zuschauer auf dem Sundance Film „aus Dankbarkeit über den Film weinte“ und fügte hinzu, dass, obwohl Ascher keine professionellen Wissenschaftler oder Doktoren hinzugezogen hatte, der Dokumentarfilm doch effektiv den Terror herüberbrachte.
IGN war negativer, gab dem Film nur eine Wertung von 3.5 von 10 und sagte, „der Film streift sein Thema, wie eine Person am Rande des Einschlafens, die nie richtig den Schlafzustand erreicht, aber schafft es nicht in die Tiefe zu gehen“.